# VIII Assemblea nazionale del popolo
L'VIII Assemblea nazionale del popolo (cinese: 第一届全国人民代表大会) fu eletta tra l'ottobre 1993 e il marzo 1994 e restò in carica fino al 1998. Era composta da 2979 deputati e si riunì in cinque sessioni. 
Nella prima sessione, che si tenne nel 1993, l'Assemblea elesse le nuove cariche dello Stato:
- presidente della Repubblica Popolare Cinese: Jiang Zemin;
- presidente del Comitato permanente dell'Assemblea nazionale del popolo: Qiao Shi;
- primo ministro del Consiglio di Stato: Li Peng;
- presidente della Commissione militare centrale: Jiang Zemin;
- presidente della Corte suprema del popolo: Ren Jianxin;
- procuratore capo della Procura suprema del popolo: Zhang Siqing.